# Säurefuchsin
Säurefuchsin ist ein Triphenylmethanfarbstoff, der für die  Masson-Goldner-Trichromfärbung benötigt wird. Mit Säurefuchsin und Anilinwasser färbte Paul Ehrlich die säurefesten Tuberkulosebakterien.